# Singapore Cup 1998
Der Singapore Cup 1998 war die erste Austragung des Fußball-Pokalwettbewerbs in Singapur. In der ersten Saison nahmen insgesamt elf Mannschaften teil. Den ersten Pokal gewann Tanjong Pagar United.

## Teilnehmer
| Gruppe 1                                              | Gruppe 2                                                                        | Gruppe 3                                                                  |
| - Jurong FC - Home United - Singapore Armed Forces FC | - Balestier Central - Marine Club - Tanjong Pagar United - Woodlands Wellington | - Geylang United - Gombak United - Sembawang Rangers FC - Tampines Rovers |

## Gruppenphase

### Gruppe 1

#### Spiele
| Datum              |                           | Ergebnis |                           |
| ------------------ | ------------------------- | -------- | ------------------------- |
| 12. September 1998 | Home United               | 3:2      | Jurong FC                 |
| 15. September 1998 | Jurong FC                 | 0:1      | Singapore Armed Forces FC |
| 26. September 1998 | Singapore Armed Forces FC | 2:0      | Home United               |
| 29. September 1998 | Home United               | 1:1      | Singapore Armed Forces FC |
| 10. Oktober 1998   | Singapore Armed Forces FC | 2:1      | Jurong FC                 |
| 17. Oktober 1998   | Jurong FC                 | 0:1      | Home United               |

#### Tabelle
| Pl. | Verein                    | Sp. | S | U | N | Tore    | Diff. | Punkte |
| --- | ------------------------- | --- | - | - | - | ------- | ----- | ------ |
| 1.  | Singapore Armed Forces FC | 4   | 3 | 1 | 0 | 006:200 | +4    | 10     |
| 2.  | Home United               | 4   | 2 | 1 | 1 | 005:500 | ±0    | 07     |
| 3.  | Jurong FC                 | 4   | 0 | 0 | 4 | 003:700 | −4    | 0      |

Als bester Gruppenzweiter qualifizierte sich Home United für das Halbfinale

### Gruppe 2

#### Spiele
| Datum              |                      | Ergebnis |                      |
| ------------------ | -------------------- | -------- | -------------------- |
| 12. September 1998 | Balestier Central    | 2:3      | Woodlands Wellington |
| 12. September 1998 | Tanjong Pagar United | 3:0      | Marine Club          |
| 15. September 1998 | Woodlands Wellington | 0:0      | Balestier Central    |
| 15. September 1998 | Marine Club          | 2:1      | Tanjong Pagar United |
| 26. September 1998 | Tanjong Pagar United | 4:1      | Balestier Central    |
| 26. September 1998 | Woodlands Wellington | 0:2      | Marine Club          |
| 29. September 1998 | Balestier Central    | 0:0      | Marine Club          |
| 29. September 1998 | Tanjong Pagar United | 4:0      | Woodlands Wellington |
| 10. Oktober 1998   | Marine Club          | 1:3      | Tanjong Pagar United |
| 10. Oktober 1998   | Woodlands Wellington | 2:0      | Balestier Central    |
| 17. Oktober 1998   | Balestier Central    | 0:1      | Tanjong Pagar United |
| 17. Oktober 1998   | Marine Club          | 3:4      | Woodlands Wellington |

#### Tabelle
| Pl. | Verein               | Sp. | S | U | N | Tore    | Diff. | Punkte |
| --- | -------------------- | --- | - | - | - | ------- | ----- | ------ |
| 1.  | Tanjong Pagar United | 6   | 5 | 0 | 1 | 016:400 | +12   | 15     |
| 2.  | Woodlands Wellington | 6   | 4 | 0 | 2 | 011:120 | −1    | 12     |
| 3.  | Marine Club          | 6   | 1 | 2 | 3 | 006:100 | −4    | 05     |
| 4.  | Balestier Central    | 6   | 0 | 2 | 4 | 003:100 | −7    | 02     |

### Gruppe 3

#### Spiele
| Datum              |                      | Ergebnis |                      |
| ------------------ | -------------------- | -------- | -------------------- |
| 12. September 1998 | Geylang United       | 2:1      | Gombak United        |
| 12. September 1998 | Tampines Rovers      | 0:2      | Sembawang Rangers FC |
| 15. September 1998 | Gombak United        | 1:1      | Tampines Rovers      |
| 15. September 1998 | Sembawang Rangers FC | 2:1      | Geylang United       |
| 26. September 1998 | Geylang United       | 2:0      | Tampines Rovers      |
| 26. September 1998 | Sembawang Rangers FC | 1:2      | Gombak United        |
| 29. September 1998 | Geylang United       | 2:1      | Sembawang Rangers FC |
| 29. September 1998 | Tampines Rovers      | 6:2      | Gombak United        |
| 10. Oktober 1998   | Gombak United        | 0:2      | Geylang United       |
| 10. Oktober 1998   | Sembawang Rangers FC | 3:0      | Tampines Rovers      |
| 17. Oktober 1998   | Gombak United        | 1:2      | Sembawang Rangers FC |
| 17. Oktober 1998   | Tampines Rovers      | 2:1      | Geylang United       |

#### Tabelle
| Pl. | Verein               | Sp. | S | U | N | Tore    | Diff. | Punkte |
| --- | -------------------- | --- | - | - | - | ------- | ----- | ------ |
| 1.  | Sembawang Rangers FC | 6   | 4 | 0 | 2 | 011:600 | +5    | 12     |
| 2.  | Geylang United       | 6   | 4 | 0 | 2 | 010:600 | +4    | 12     |
| 3.  | Tampines Rovers      | 6   | 2 | 1 | 3 | 009:110 | −2    | 07     |
| 3.  | Gombak United        | 6   | 1 | 1 | 4 | 007:140 | −7    | 04     |

## Halbfinale
| Datum                        |                      | Gesamt |                           | Hinspiel | Rückspiel |
| ---------------------------- | -------------------- | ------ | ------------------------- | -------- | --------- |
| 24. Oktober/1. November 1998 | Sembawang Rangers FC | 3:4    | Singapore Armed Forces FC | 1:1      | 2:3       |
| 5./31. Oktober 1998          | Home United          | 2:3    | Tanjong Pagar United      | 2:2      | 0:1       |

## Spiel um den 3. Platz
| Datum             |             | Ergebnis |                      |
| ----------------- | ----------- | -------- | -------------------- |
| 14. November 1998 | Home United | 7:0      | Sembawang Rangers FC |

## Finale
| Datum             |                      | Ergebnis |                           |
| ----------------- | -------------------- | -------- | ------------------------- |
| 14. November 1998 | Tanjong Pagar United | 2:0      | Singapore Armed Forces FC |